# Pelforth-Sauvage-Lejeune
A equipa Pelforth-Sauvage-Lejeune foi um equipa de ciclismo francês, de ciclismo de estrada que competiu entre 1960 a 1968.

## Principais resultados
- Quatro Dias de Dunquerque: Joseph Groussard (1962)
- Milão-Sanremo: Joseph Groussard (1963)
- Paris-Nice: Jan Janssen (1964)
- Volta à Catalunha: Joseph Carrara (1964)
- Grande Prêmio do Midi Livre: André Foucher (1964, 1965)
- Volta a Limburg: Jos Dewit (1964)
- Liège-Bastogne-Liège: Carmine Preziosi (1965)
- Volta aos Países Baixos: Jan Janssen (1965)
- Flecha Brabanzona: Jan Janssen (1966)
- Tour do Norte: Roger Milliot (1966)
- Bordéus-Paris: Jan Janssen (1966), Georges Van Coningsloo (1967), Émile Bodart (1968)
- Paris-Roubaix: Jan Janssen (1967)
- Paris-Luxemburgo: Jan Janssen (1967)

### Às grandes voltas
- Giro d'Italia
  - 0 participações
  - 0 vitórias de etapa:
  - 0 classificação finais:
  - 0 classificações secundárias:

- Tour de France
  - 5 participações (1962, 1963, 1964, 1965, 1966)
  - 5 vitórias de etapa:
  - 2 em 1963: Jan Janssen, CRE
  - 2 em 1964: Jan Janssen (2)
  - 1 em 1965: Jan Janssen
  - 0 classificação finais:
  - 3 classificações secundárias:
    - Classificação por pontos: Jan Janssen (1964, 1965)
    - Prêmio da Combatividade Henry Anglade (1964)
    - Classificação por equipas: 1964

- Volta a Espanha
  - 2 participações (1967, 1968)
  - 3 vitórias de etapa:
    - 1 em 1967: Jan Janssen
    - 2 em 1968: Jan Janssen (2)

  - 1 classificação finais:
    - Jan Janssen (1967)
    - 2 classificações secundárias:
    - Classificação por pontos: Jan Janssen (1967, 1968)

## Composição da equipa

### 1968
| Integrantes da equipe 1968 | Integrantes da equipe 1968 | Integrantes da equipe 1968       | Integrantes da equipe 1968 |
| Ciclista                   | Data de nascimento         | Equipe anterior                  |                            |
| -------------------------- | -------------------------- | -------------------------------- | -------------------------- |
| Émile Bodart               | 8 maio 1942                |                                  |                            |
| Gilbert Capiau             | 4 setembro 1945            |                                  |                            |
| José Catieau               | 17 julho 1946              |                                  |                            |
| René Chtiej                | 21 janeiro 1941            |                                  |                            |
| Philippe Crépel            | 12 janeiro 1945            |                                  |                            |
| Édouard Delberghe          | 4 outubro 1935             | Helyett-Fynsec-Hutchinson (1961) |                            |
| Jean-Pierre Ducasse        | 16 julho 1944              |                                  |                            |
| Fernand Etter              | 4 agosto 1941              |                                  |                            |
| Jean-Marie Gorez           | 8 maio 1945                |                                  |                            |
| Bernard Guyot              | 19 novembro 1945           |                                  |                            |
| Claude Guyot               | 16 janeiro 1947            |                                  |                            |
| Jan Janssen                | 19 maio 1940               |                                  |                            |
| Jean-Marie Leblanc         | 28 julho 1944              |                                  |                            |
| Jean-Claude Lefebvre       | 11 janeiro 1933            |                                  |                            |
| Robert Legein              | 31 julho 1945              |                                  |                            |
| Roger Milliot              | 26 junho 1943              |                                  |                            |
| Willy Monty                | 11 outubro 1939            |                                  |                            |
| Maurice Morin              | 24 novembro 1942           |                                  |                            |
| Hubert Niel                | 27 abril 1941              |                                  |                            |
| José Samyn                 | 11 maio 1946               |                                  |                            |
| Johny Schleck              | 22 novembro 1942           |                                  |                            |
| Bernard Van De Kerckhove   | 8 julho 1941               | Ford France-Hutchinson (1966)    |                            |
| Armand Van den Bempt       | 26 setembro 1943           |                                  |                            |
| Jean Vidament              | 24 janeiro 1944            |                                  |                            |
|                            |                            |                                  |                            |
| Fonte: UCI                 |                            |                                  |                            |